# McArthur Sportpálya
A McArthur Sportpálya (angolul: McArthur Court, becenevén The Pit és Mac Court) az Oregon Ducks 1926 decemberében átadott kosárlabdacsarnoka volt az Amerikai Egyesült Államok Oregon államának Eugene városában. Az Oregoni Egyetem campusán elhelyezkedő létesítmény helyett 2011-es bezárását követően a Matthew Knight Arénát használják. Névadója Clifton N. McArthur politikus, az egyetem öregdiákja és diákszövetségi vezetője.
A szellőzőventilátorok a pálya fölött helyezkednek el. A szurkolók tömege alatt a juharfapadló mozog. A létesítményt 2001-ben a The Sporting News „Amerika legjobb tornatermének” nevezte. Bill Kintner az öt legjobb egyetemi kosárlabdacsarnok közé sorolta; szerinte „az épülettől akkor is ráz a hideg, ha nem játszanak benn”.
Az arénát a hallgatói önkormányzat által kivetett 15 dolláros díjból fedezték. A jelzálog lejártát követő eseményen a szerződéseket elégették.
A nyitómérkőzést 1927. január 14-én játszották, ahol a férfikosárlabda-csapat 38–10-re legyőzte a Willamette Bearcatst. A nőikosárlabda-csapat először 1974. január 23-án játszott itt.
2011-ben bezárták.

## Fordítás
- Ez a szócikk részben vagy egészben  a   McArthur Court című angol Wikipédia-szócikk ezen változatának fordításán alapul.  Az eredeti cikk szerkesztőit annak laptörténete sorolja fel. Ez a jelzés csupán a megfogalmazás eredetét és a szerzői jogokat jelzi, nem szolgál a cikkben szereplő információk forrásmegjelöléseként.